# Замчисько
За́мчисько — село в Україні, у Тараканівській сільській громаді Дубенського району Рівненської області. Населення становить 63 осіб.

## Географія
Село знаходиться поблизу середньої течії річки Іква, на Кременецько-Дубнівській рівнині. Поруч пролягає залізнична колія Кам'яниця-Волинська — Кременець.

## Історія
У 1906 році село Судобицької волості Дубенського повіту Волинської губернії. Відстань від повітового міста 13 верст, від волості 5. Дворів 15, мешканців 108.
7 (20) листопада 1917 року, відповідно до Третього Універсалу Української Центральної Ради, увійшло до складу Української Народної Республіки.
12 червня 2020 року, відповідно до розпорядження Кабінету Міністрів України № 722-р від «Про визначення адміністративних центрів та затвердження територій територіальних громад Рівненської області», увійшло до складу Тараканівської сільської громади.
19 липня 2020 року, в результаті адміністративно-територіальної реформи та ліквідації  Дубенського (1939—2020) району, село увійшло до складу новоутвореного Дубенського району.